# Scimmie, tornatevene a casa
Scimmie, tornatevene a casa (Monkeys, Go Home!) è un film statunitense del 1967 diretto da Andrew V. McLaglen.
Prodotto dalla Walt Disney Productions, fu il primo lungometraggio con attori della casa a uscire nelle sale dopo la morte di Disney, avvenuta due mesi prima.

## Trama
Hank Dussard, un giovane americano, si trasferisce in un paesino della campagna francese in Provenza, dopo aver ereditato da sua madre una tenuta con un uliveto. Nonostante l’entusiasmo iniziale, Hank scopre ben presto che coltivare e raccogliere le olive non è affatto semplice, soprattutto per un uomo solo e senza esperienza. Il saggio e affabile parroco del villaggio, padre Sylvain, gli spiega che la raccolta delle olive richiede mani leggere e delicate, preferibilmente di donne o bambini, suggerendogli, con un sorriso, di sposarsi e mettere su famiglia. Ma Hank ha altre idee.
Determinato a trovare una soluzione più rapida ed efficace, Hank decide di impiegare quattro scimpanzé femmine, precedentemente addestrate dalla NASA per missioni spaziali, per la raccolta delle olive. Gli dà anche nomi francesi – Delphine, Céleste, Madeleine e Monique – e inizia ad addestrarle con pazienza e dedizione. Tuttavia, la notizia dell’insolito metodo si sparge velocemente tra gli abitanti del villaggio, suscitando non poche polemiche. A complicare la situazione ci sono i sospetti del sindaco Gaston Lou, le proteste montate da Marcel Cartucci e da Emile Paraulis, e l’attenzione dei media, che vedono nell’iniziativa di Hank un preoccupante simbolo dell’“imperialismo americano”. A rendere tutto più imprevedibile, infine, vi è Maria Riserau, una giovane donna del posto che si avvicina ad Hank con simpatia e curiosità ma che rischia anche di sconvolgergli la vita in modi inaspettati. Tra incomprensioni culturali, romanticismi tenui e qualche bizzarria da circo, Hank dovrà imparare a destreggiarsi tra tradizione e innovazione, sentimenti e razionalità, mentre cerca di portare a compimento il suo sogno.